# Угутське сільське поселення
Угу́тське сільське поселення (рос. Угутское сельское поселение) — сільське поселення у складі Сургутського району Ханти-Мансійського автономного округу Тюменської області Росії.
Адміністративний центр — село Угут.
Населення сільського поселення становить 2713 осіб (2017; 2915 у 2010, 2978 у 2002).

## Склад
До складу сільського поселення входять:
| Населений пункт       | Населення, осіб (2002) | Населення, осіб (2010) |
| --------------------- | ---------------------- | ---------------------- |
| Каюкова, присілок     | 309                    | 398                    |
| Малоюганський, селище | 271                    | 238                    |
| Тайлакова, присілок   | 114                    | 96                     |
| Таурова, присілок     | 151                    | 43                     |
| Угут, село            | 2133                   | 2140                   |